# 马尔沙斯泰勒 (洛泽尔省)
马尔沙斯泰勒（法語：Marchastel，法語發音：[maʁʃastɛl]）是法国洛泽尔省的一个市镇，属于芒德区。

## 地理
马尔沙斯泰勒（44°39'4"N, 3°6'25"E）面积34.87 平方千米，位于法国奧克西塔尼大區洛泽尔省，该省份为法国南部内陆省份，北起上盧瓦爾省和康塔爾省，西接阿韦龙省，南至加尔省，东临阿尔代什省。
与马尔沙斯泰勒接壤的市镇（或旧市镇、城区）包括：圣洛朗德米雷、莱萨尔斯、纳斯比纳勒、普兰叙埃若勒-马尔布宗。

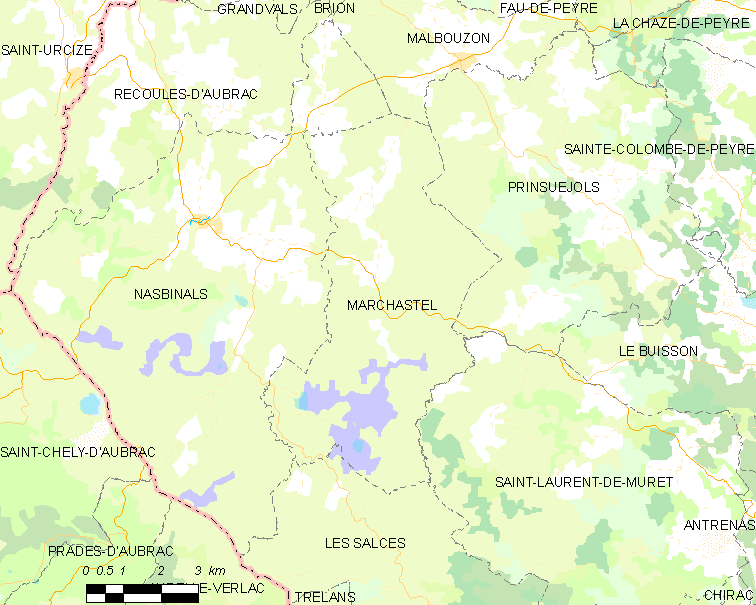
的OSM定位图

马尔沙斯泰勒的时区为UTC+01:00、UTC+02:00（夏令时）。

## 行政
马尔沙斯泰勒的邮政编码为48260，INSEE市镇编码为48091。

## 政治
马尔沙斯泰勒所属的省级选区为欧布拉克地区佩尔县。

## 人口

1962-2008年间人口变化图示

马尔沙斯泰勒于2022年1月1日时的人口数量为45人。